# Twijgkorstzwam
De twijgkorstzwam (Stereum ochraceoflavum) is een schimmel uit de familie Stereaceae. Hij leeft saprotroof op dood hout. Voornamelijk op takken en twijgen van loofbomen.

## Kenmerken
Vruchtlichaam
Het vruchtlichaam is schelpvormig, korstvormig, leerachtig en afstand en de kleur is bleek okergeel en de diameter is 1 cm. De vruchtlichamen hebben een diameter van 0,5 tot 2 cm en groeien afzonderlijk, slechts aaneengegroeid. Het bovenoppervlak is bleek witachtig grijsachtig, grijsgeel, grijsbruin of lichtroodrood en is bedekt met een dikke en ruwe laag borstelige haren die uit de rand stekenDe rand is vaak witachtig. De haren zijn grijs- tot okerwit. De onderkant is glad, vlees- tot bleekokerkleurig.
Sporen
De sporen zijn glad, kleurloos, amyloïde, longitudinaal ellipsvormig tot elliptisch-cilindrisch van vorm en meten 6,5–9 × 2–3 μm.
Geur
De geur is onopvallend.

## Verspreiding
In Nederland komt hij zeer algemeen voor. Hij staat niet op de rode lijst en is niet bedreigd.